# Kevelaerer Blatt
Das Kevelaerer Blatt (KB), im Volksmund „Kävels Bläche“ genannt, ist eine lokale Kauf-Wochenzeitung für die Stadt Kevelaer im Kreis Kleve am Niederrhein. Sie wird von der in Kevelaer ansässigen Mega Top Verwaltungs GmbH herausgegeben. Die Zeitung erscheint wöchentlich donnerstags mit sechzehn Seiten, davon mindestens vierzehn redaktionelle.

## Geschichte
Das Kevelaerer Blatt wurde 1879 von Elisabeth Ingmanns als „Kevelaerer Volksblatt“ gegründet. Es verstand sich als Kampfblatt „für Thron und Altar“. Im Oktober 1939 wurde dem Verleger Jakob Köster von den Nationalsozialisten die redaktionelle Leitung entzogen. Seine Nachfolger als Schriftleiter wurden Joseph Franz Baumgärtner, Johannes Friedrich Sturm und Hubert van Meegen. Zum Jahresende 1942 wurde die Zeitung verboten.
Mit erheblichem Abstand nach Kriegsende ließ Köster die Wochenzeitung wieder aufleben, nach seinen Erfahrungen im Nationalsozialismus allerdings unter Verzicht auf jegliche Politik. Von 1949 bis 1980 erschien sie unter dem Titel „Aus Kevelaer und Umgebung“. In den 1970er Jahren erhielt das Blatt scharfe Konkurrenz durch werbefinanzierte kostenlose Wochenzeitungen. Bis Ende der 1980er Jahre wurde es durch finanzielle Zuwendungen der Verlegerwitwe am Leben gehalten.
Zu diesem Zeitpunkt übernahmen die Journalisten Delia Evers und Martin Willing, die zuvor Redakteure der örtlichen Tageszeitung Rheinische Post waren, Verlag und Herausgeberschaft. Sie entwickelten aus dem Heimatblatt eine politische und kritische Stadtzeitung. 2008 übernahm die WAZ Mediengruppe die Zeitung und gliederte sie verlegerisch und journalistisch der in Kevelaer mit Lokalausgabe erscheinenden Tageszeitung Neue Ruhr Zeitung an. 2016 erwarb der Kevelaerer Unternehmer Rudolf Beerden den Titel.

## Schwerpunkte
Der redaktionelle Schwerpunkt liegt auf Meldungen und Hintergrundberichten aus Kevelaer und dem Umland. Die Zeitung bietet Berichte über lokale Ereignisse aus dem politischen und wirtschaftlichen Leben, häufig verbunden mit einem historischen Rückblick auf das Wirken bedeutender Kevelaerer Persönlichkeiten. Großen Raum erhält auch das gesellschaftliche Leben, darunter Sport und Kultur. Ebenfalls berichtet wird über das Pilgerleben des bekannten Marienwallfahrtsortes, der jährlich von rund 800.000 Pilgern besucht wird.

## Archiv
Seit 1994 hat das Kevelaerer Blatt ein Archiv mit mehr als 60.000 digitalisierten Dokumenten aufgebaut, die die Geschichte der Region vom 16. bis zum 21. Jahrhundert aufzeichnet. Die Nutzung des Archivs ist für die Öffentlichkeit kostenlos. Darüber hinaus sind alle Ausgaben fast vollständig in den Archiven des Priesterhauses und des Niederrheinischen Museums Kevelaer erhalten.